# Marché des féticheurs
Le marché des féticheurs encore appelé marché aux têtes est une pharmacie traditionnelle au Togo.

## Histoire
Le marché est célèbre dans toute la sous-région pour la grande diversité de ses produits, permettant à de nombreuses personnes de trouver ce que leur ont prescrit les sorciers.  

## Localisation
Situé à Lomé, la capitale du Togo dans le quartier d’Akodésséwa, il fait à peu près la taille d’un demi-terrain de football, avec tout un espace ouvert et des arrière-cours de petites boutiques.

## Galerie de photos

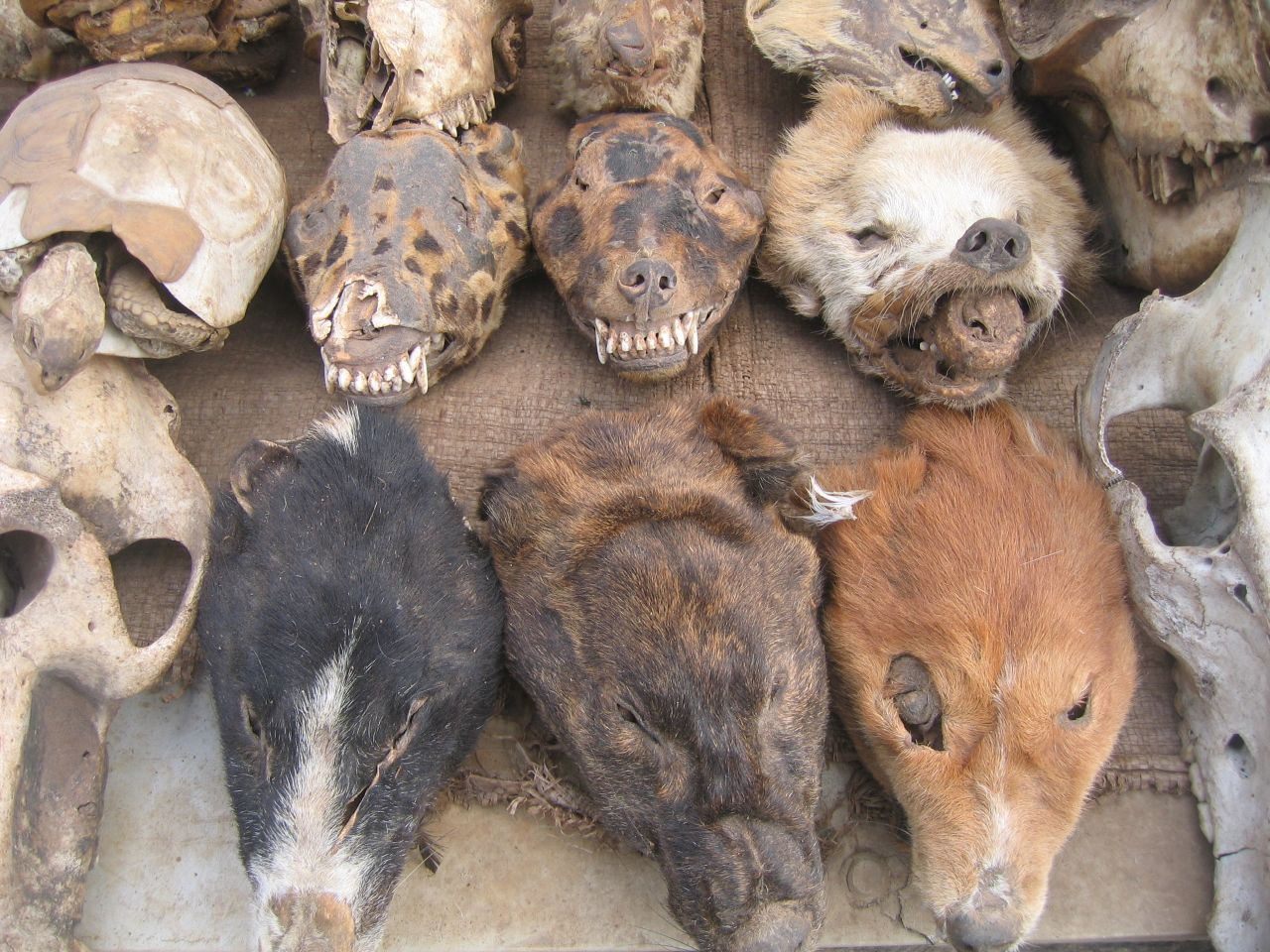
Quelques fétiches
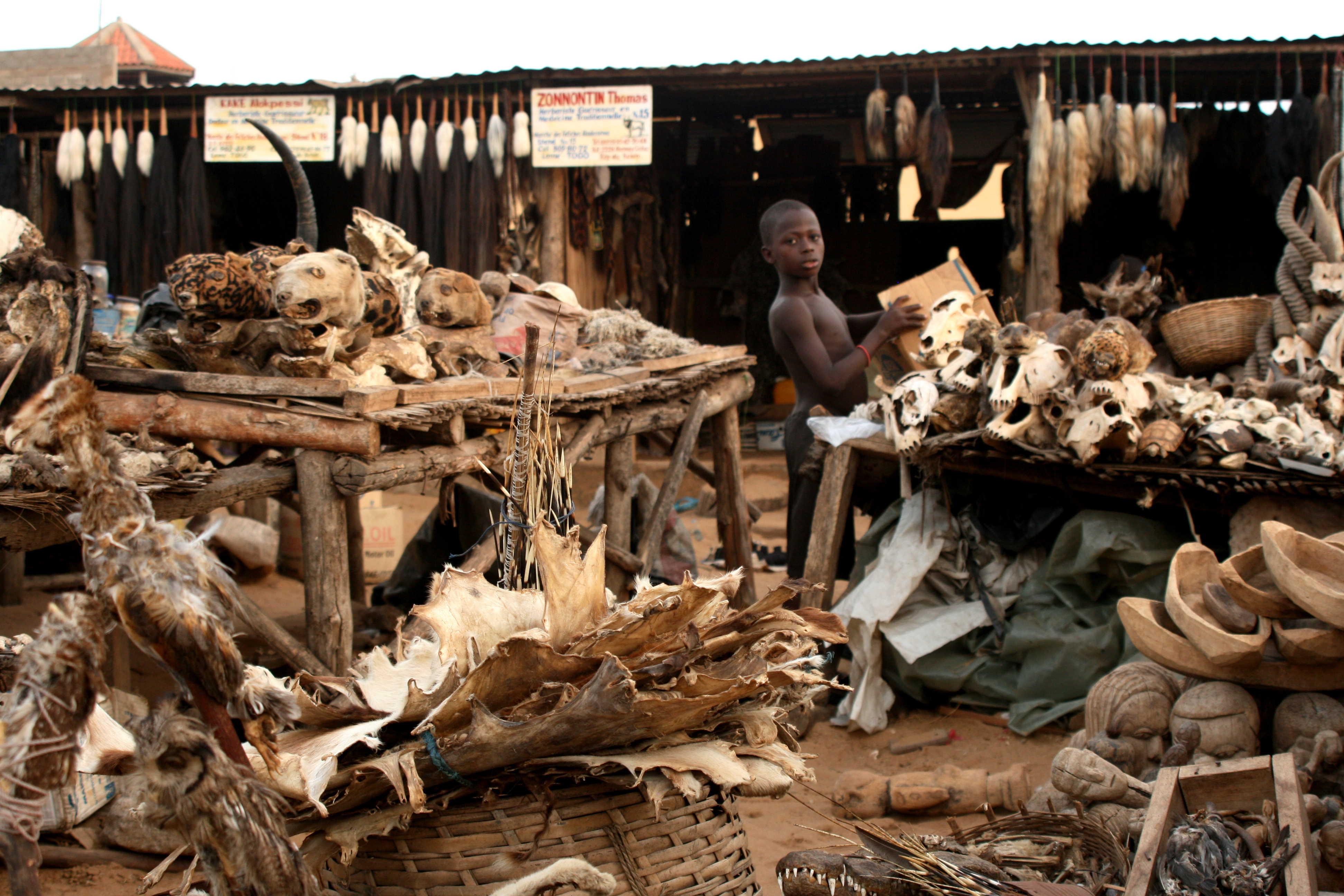
Le marché aux fétiches